# Chrissie Wellington
Chrissie Wellington (Bury St. Edmunds (Suffolk), 18 februari 1977) is een Britse triatlete. Ze won in 2007, 2008, 2009 en 2011 de Ironman Hawaï. In 2010 werd ze lid en in 2016 officier in de Orde van het Britse Rijk.
In 2014 leidde een petitie van Wellington en de wielrensters Marianne Vos, Emma Pooley en Kathryn Bertine tot de oprichting van de vrouwenwedstrijd La Course by Le Tour de France op de laatste dag van de Ronde van Frankrijk op de Avenue des Champs-Élysées in Parijs.